# Egernia douglasi
Egernia douglasi är en ödleart som beskrevs av  Ludwig Glauert 1956. Egernia douglasi ingår i släktet Egernia och familjen skinkar. Inga underarter finns listade i Catalogue of Life.